# أصحاب تلاتي (مسلسل)
أصحاب تلاتي مسلسل لبناني كوميدي اجتماعي

## قصة المسلسل
مسلسل لبناني تدور أحداثه حول ثلاث نساء في الأربعين من عمرهنّ
1. سمر، الجميلة قام بدورها الفنانه ريتا برصونا هكذا يدعوها البعض كما يدعوها بسارقة الرّجال، باردة القلب والمرأة المادية،
2. جنا المضيافة قام بدروها الفنانة رولا بقسماتي الصّديقة، الزوجة والوالدة المثالية الساعية للكمال والاصغر سنّا بين صديقاتها، ذكية في الامور العملية، وبسيطة في المواضيع الاجتماعية
3. وريما العفوية قام بدرورها الفنانة رانيا عيسى امضت سنوات عدّة مع ابنها وحدهما بعدما فقدت زوجها في عمر مبكر يعملن في أحد أهمّ صالونات التّجميل في بيروت

## طاقم العمل

### الممثلين
- ريتا برصونا
- رانيا عيسى
- رولا بقسماتي
- رين أشقر
- جوزيف حويك
- جيهان خماس
- زياد صابر
- وليم الرموز
- إيلي شالوحي
- جوان زيبق
- ميشال قهوجي
- ماثيو شوفاني
- أسعد رشدان
- وداد جبور
- إدوار الهاشم
- جورج دياب
- منال طحان
- جوزيف عبود
- تامر نجم
- أنور نور
- وسام صليبا
- جاد ديراني
- جو صادر

### إخراج
- إيلي السمعان (مخرج)
- أحمد أيوبي (مساعد مخرج أول)
- يمنى سلفاني (مساعد مخرج ثاني)

### تأليف
- آية طيبا (تأليف)
- ألما فادي بشارة (مشارك في الكتابة)

### إنتاج
- جوي بشارة (مرير الإنتاج)
- لميس رضوان (تنسيق الإنتاج)
- مروى غروب (منتج)
- رنين السبع (منتج آخر)
- مكرم الريس (إشراف عام على الإنتاج)
- طوني نصير (مدير العلاقات العامة)
- جورج ضاهر (مدير إداري)
- حسين الجرف (مدير فني)

### موسيقى
- سليم عساف (كلمات وألحان)
- ريتا برصونا (كلمات)

### ماكياج
- سمارة حبشي (ماكيير)
- بطرس طقطق (كوافير)
- روجيه أبي عقل (ميكس وماستر)
- ماغي كيشيشيان (حلاق)
- كارول حيدر (خزانة الملابس)

### التصوير
- مصطفى كردية (مدير التصوير)
- حسن عبد الحق (مدير الإضاءة)

### امانة السر
- جوسلين مسعود